# Saaneviadukt (Gümmenen)

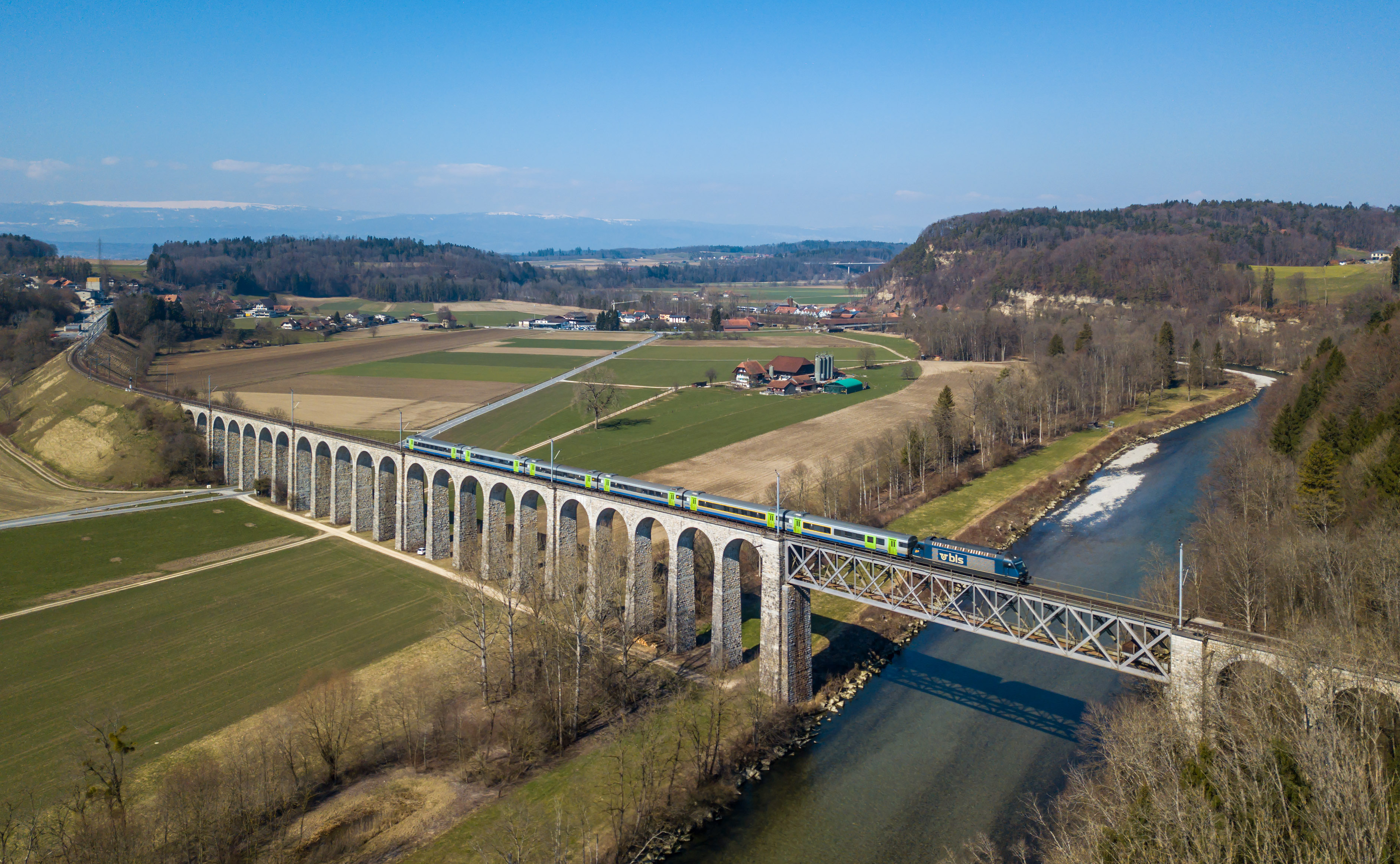
Saaneviadukt zwischen Bahnhof Gümmenen (links) und der Saane (rechts, nach oben fliessend), vor dem Umbau im März 2018 (im Hintergrund ein Autobahn-Viadukt über die Saane)

Der Saaneviadukt bei Gümmenen im Kanton Bern in der Schweiz ist ein Bauwerk, mit dem die Bahnstrecke Bern–Neuenburg das Tal der Saane überbrückt. Zum eigentlichen Viadukt aus 27 aus Natursteinen gemauerten Bogenbrücken werden umgangssprachlich auch eine zwischen die Bögen eingefügte stählerne Fachwerk-Balkenbrücke und ein an einer Seite der Bogenbrücken anschliessender Erddamm mitgezählt.
Der Damm bildet den westlichen Teil des Viadukts, die Brücken den östlichen. Die Balkenbrücke befindet sich innerhalb der östlichen Hälfte der Bogenbrücken. Der Viadukt wurde zusammen mit der darüber führenden Bahnstrecke zu Beginn des 20. Jahrhunderts errichtet (Eröffnung 1901). 2018 bis 2021 wurde er für die Aufnahme eines zweiten Gleises ausgebaut.
In Sichtweite dieses Eisenbahnviaduktes befindet sich flussabwärts mit einer Brücke der Autobahn A1 ein weiterer Viadukt über die Saane (siehe Abbildung).

## Geschichte

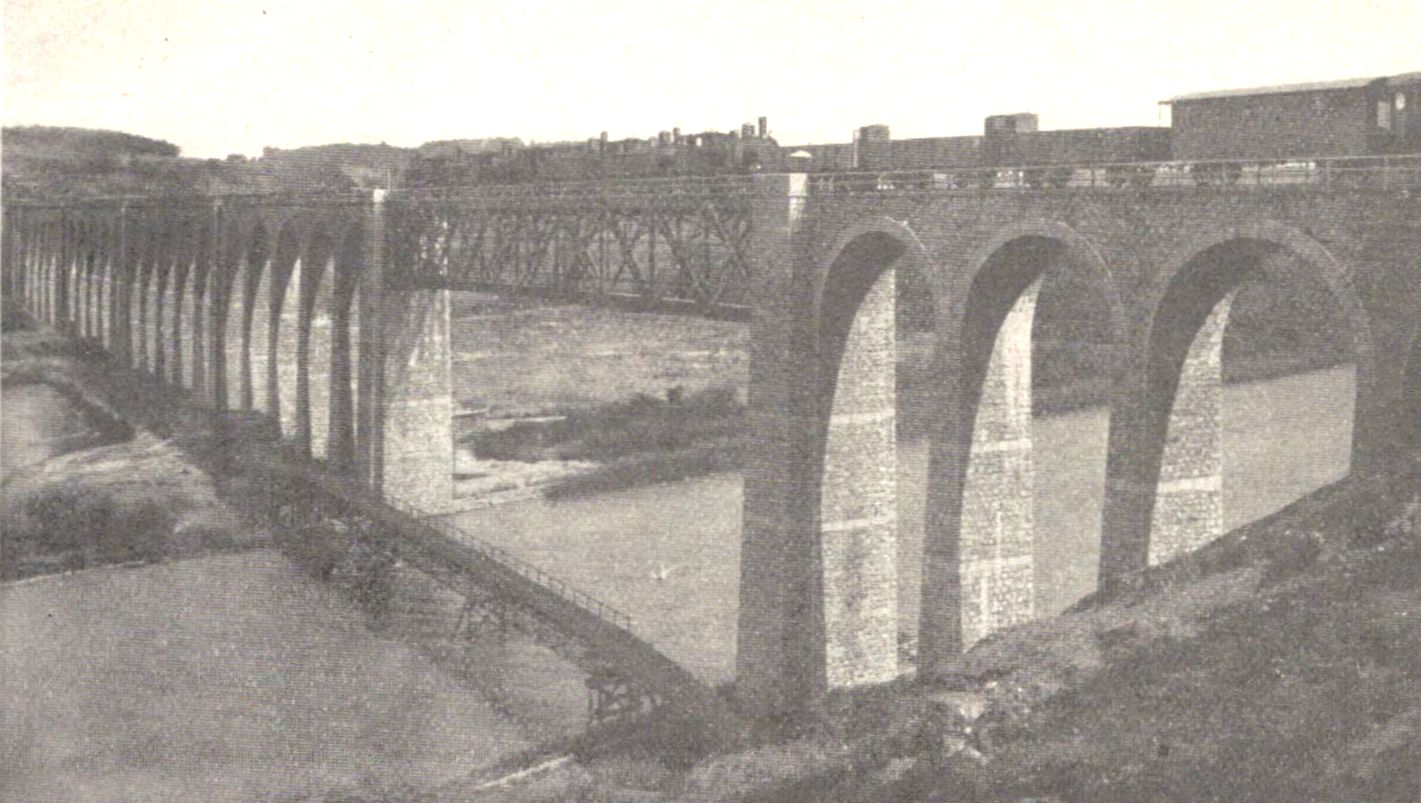
Abb.1: Der Saaneviadukt 1901: Belastungsprobe vor Inbetriebnahme

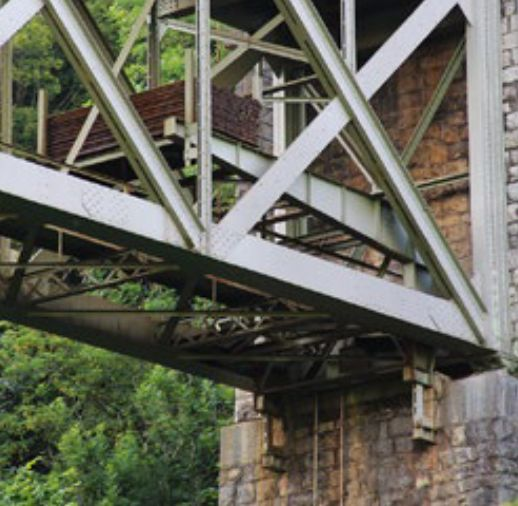
Abb.2: alte Fachwerkbrücke:
Spannvorrichtung bei östlichem Pfeiler
(Gewichte auf horizontalen Hebeln;
vertikale Hebel drücken gegen Pfeiler; Hebel-Drehachse durch Untergurte, die Gegenkraft zum anderen Pfeiler leiten).

### Erbaut 1901
Für den Bau des Streckenteils Bern–Kerzers gab es fünf zwischen 1874 und den 1890er Jahren angefertigte Entwürfe. Gewählt und gebaut (Fertigstellung 1901) wurde die über Gümmenen führende Variante 2 des Ingenieurs A. Beyeler mit einem Viadukt und drei Tunneln.   Der Viadukt ist der in der vorliegenden Darstellung behandelte Saaneviadukt (siehe  Abb.1). Einer der drei Tunnel ist der Rosshäuserntunnel, der in der vorliegenden Darstellung ebenfalls zur Sprache kommt. Die beiden anderen Tunnel befinden sich zwischen Gümmenen und Kerzers.

### Änderungen im 20. Jahrhundert
Im Jahr 1944 wurde in die Stahlbrücke eine mit Last-Gewichten arbeitende Spanneinrichtung eingebaut,   mit der die gegeneinander gewanderten Köpfe der beiden Uferpfeiler des Fachwerkträgers am weiteren Wandern gehindert wurden (siehe Abb.2).
Zwischen 1958 und 1980 wurde in mehreren Zweijahresetappen auf den Bogenbrücken unter dem Oberbau (eingleisig) ein einfacher Gleistrog errichtet, um die Entwässerung der Steinbögen zu verbessern. Die oberen Steine der Randmauern des Viaduktes wurden durch höhere, vorgefertigte Bauelemente mit glatten Steinplatten als Abdeckung ersetzt und der Boden unter dem Schotter dazwischen als Stampfbetonplatte mit eingeschlossenen Bruchsteinen ausgeführt.
1923 und 1928 wurde die Strecke in zwei Etappen elektrifiziert, wobei die Masten für die Oberleitung auf den südlichen „Balkonen“ der breiteren Pfeiler, die sich nach je fünf Öffnungen der Bogenbrücken wiederholen, aufgestellt. Gleichzeitig wurden die Querbalken und der unter den Schwellen angeordnete Horizontalverband (Schlingerverband) der Stahlbrücke verstärkt.
Wegen der ansprechenden Bauweise der Bogenbrücken aus Natursteinen wurde der Viadukt zum geschützten Denkmal erklärt.

### Sanierung und zweigleisiger Ausbau seit 2018

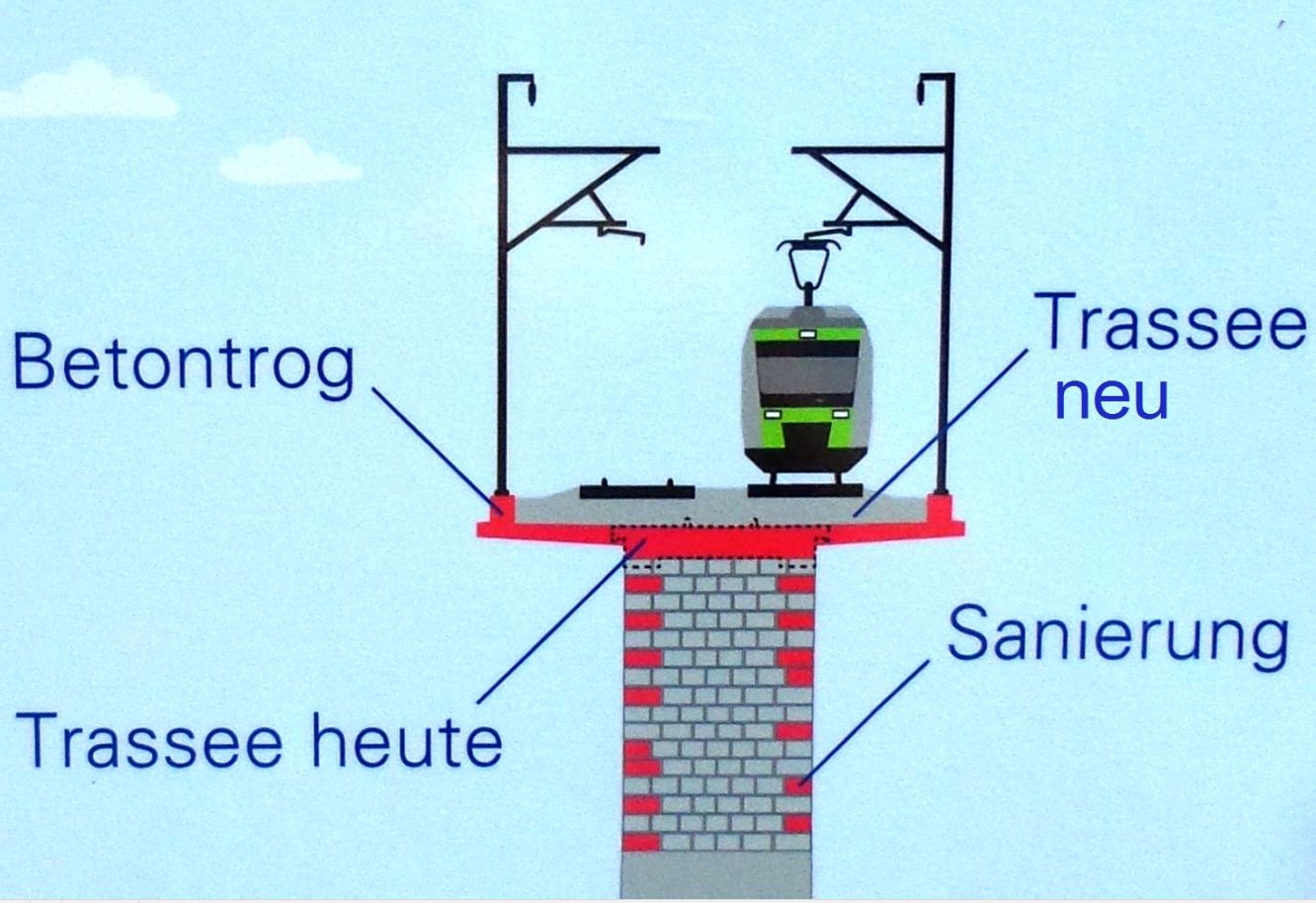
Abb.3: Plakat mit Ankündigung der Arbeiten an den Bogenbrücken

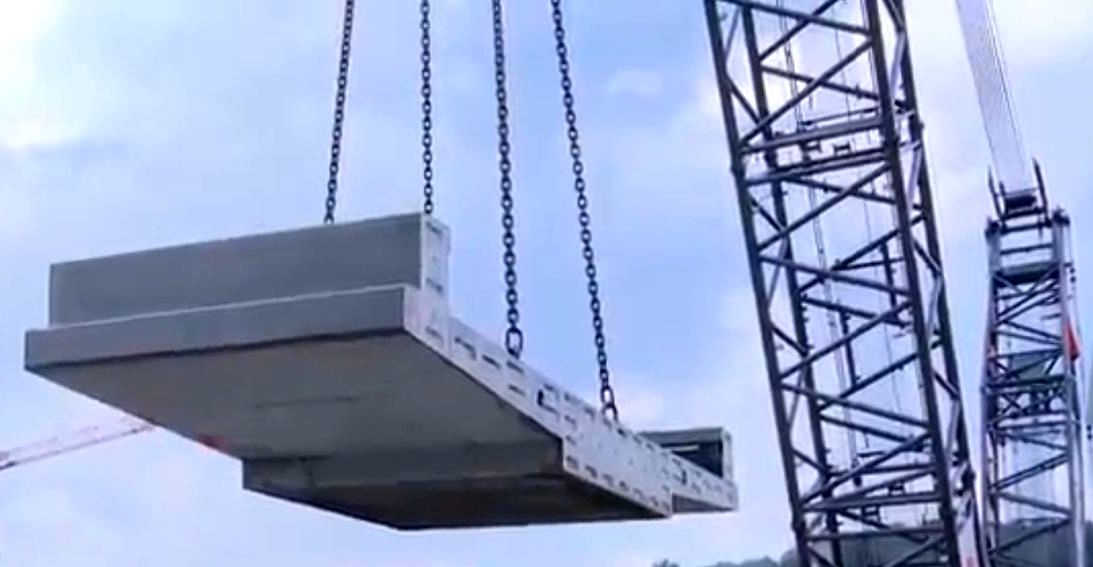
Abb.4: ein Element der westlichen Gleiströge

Seit 2013 wird die von Bern kommende Strecke bis zum jenseits des Viadukts gelegenen Bahnhof Gümmenen zweigleisig und für eine Fahrgeschwindigkeit bis 160 km/h (bisher 90 km/h) ausgebaut. In einer ersten Etappe wurde bis 2018 der östlich gelegene Rosshäuserntunnel durch einen neuen zweigleisigen Tunnel ersetzt.). Zwischen 2018 und 2021 wurde der Saaneviadukt an diese Änderung angepasst und zugleich saniert (siehe Abb.3).

#### Der Erddamm

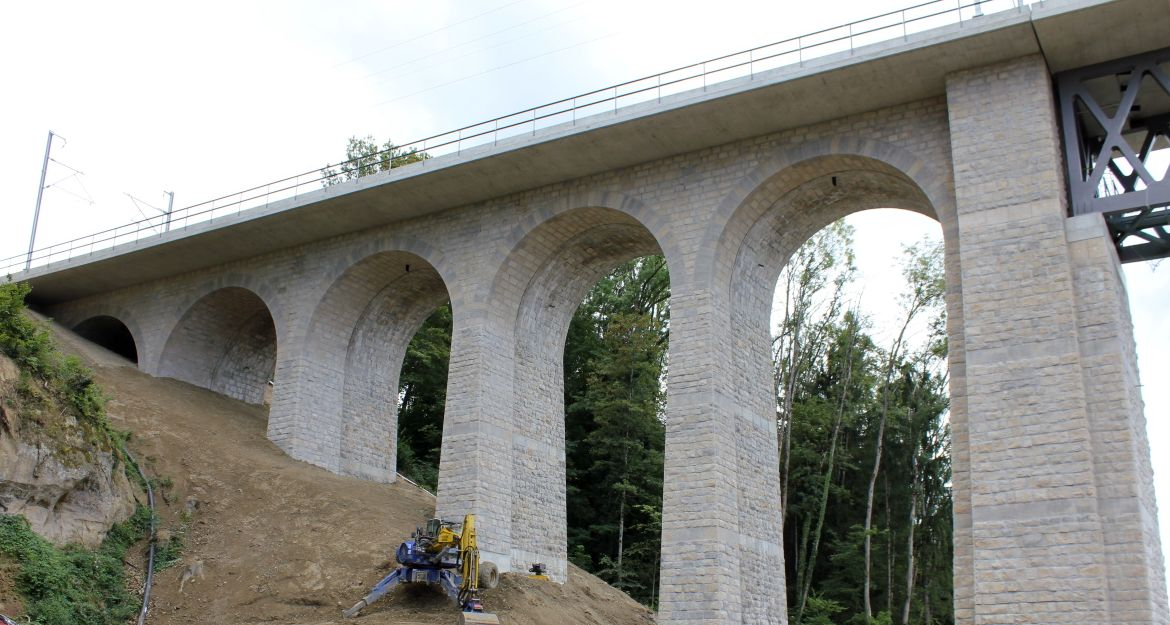
Abb.5: östliche Bogenbrücken: an Nordseite nachträglich verbreitert, äussere Bögen breiter als innere

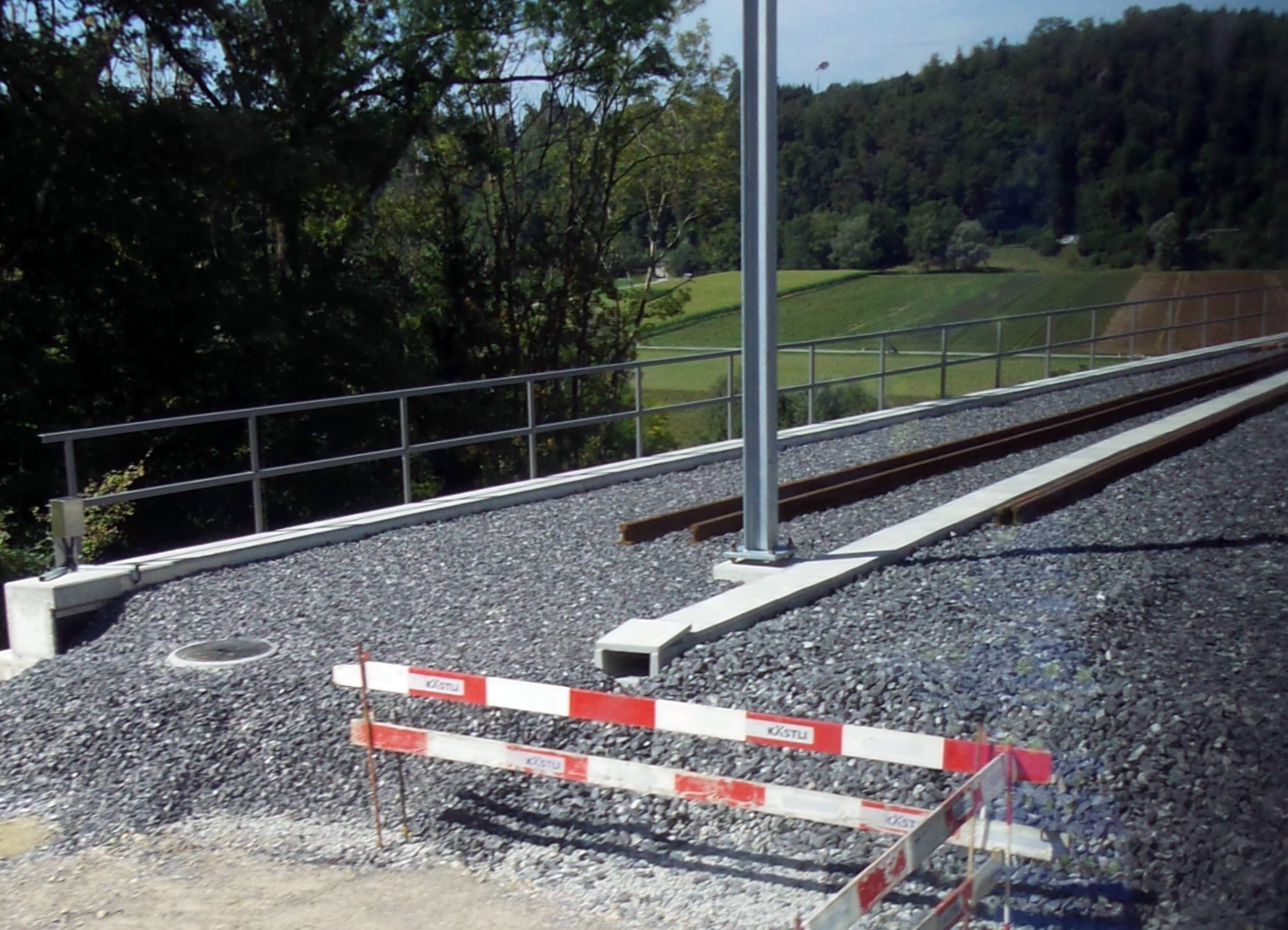
Abb.6: auf den östl. Bogenbrücken: Zufahrt leicht geknickt: trapezförmiger Gleistrog, d. h. ungenutzter Keil am Südrand links der zweiten Spur (zweites Gleis noch nicht verlegt, Stand 2020, Foto aus auf erstem Gleis fahrenden Zug)

Der Erddamm im Westen wurde mit Aushub aus dem neuen Rosshäuserntunnel schon 2018 für die Aufnahme von zwei Gleisen verbreitert und auf das auf dem gesamten Viadukt leicht erhöhte  Gleisniveau (Nivellement) angepasst. Seine Böschungen gelten als Trockenstandort von nationaler Bedeutung. Durch Vergrößern des Kurvenradius´ der Gleise konnte der mittlere Teil der wertvolleren südlichen Böschung erhalten bleiben. Die anderen, verschobenen Böschungsteile wurden renaturiert.

#### Die Bogenbrücken
Die Bogenbrücken, deren lichte Weite nur 10 m beträgt, erwiesen sich als tragfähig für den Aufbau breiterer, zwei parallele Gleise aufnehmende Gleiströge. Das Mauerwerk aus Jurakalk wird zwar um etwa 60 % höher belastet, sein Tragverhalten ist aber auch dadurch bei Weitem nicht ausgeschöpft. Die Bahnlasten (auch wenn sich zwei Züge auf dem Viadukt begegnen) verursachen nur einen Bruchteil der Gesamtbelastung. Die neuen Trogelemente in Stahlbetonbauweise ragen beidseits 3,5 Meter über die Kanten der nur etwa 4 Meter breiten Brücken hinaus (siehe Abb.3 und Abb.4). Ihr hohes Gewicht von etwa 18 Tonnen pro Brücken-Meter erlaubt, dass die äußere Schiene auf einem auskragenden Teil liegen darf. Der Gesamt-Schwerpunkt wandert bei einer Zugüberfahrt nur unwesentlich aus der Mitte nach außen.

Der im letzten Jahrhundert errichtete einfache Gleistrog hatte sich als undicht erwiesen.  Das Mauerwerk darunter war an vielen Stellen durch  fortwährenden Wassereintritt schadhaft geworden und musste  repariert werden.
Die 22 westlichen Brückenbögen erforderten keine Veränderungen. Auf den 5 östlichen Brückenbögen kommen die neuen Gleise etwas nördlicher zu liegen, weil die östliche Zufahrt leicht gegen den Uhrzeigersinn verdreht wurde. Diese relativ kleine Verschiebung wurde ermöglicht, indem die Bögen an der Nordseite verbreitert wurden (siehe Abb.5). Während der 275 Meter lange westliche Gleistrog aus 90 einzelnen, zu 4 Gruppen miteinander verspannten  Elementen besteht, wurde der auf die östlichen Bogenbrücken aufgesetzte  65 Meter lange Gleistrog in einem Stück gegossen. In der Draufsicht hat er eine Trapezform (siehe Abb.6). Die bisherige gerade Linie der südlichen Kante des Viaduktes sollte aus Gründen des Denkmalschutzes nicht unterbrochen werden. Der Trog wurde auch hier etwa 3,5 Meter über die südliche Kante der Bögen auskragend erstellt, wodurch eine dreiecksförmige Fläche neben den Gleisen ungenutzt verblieb.

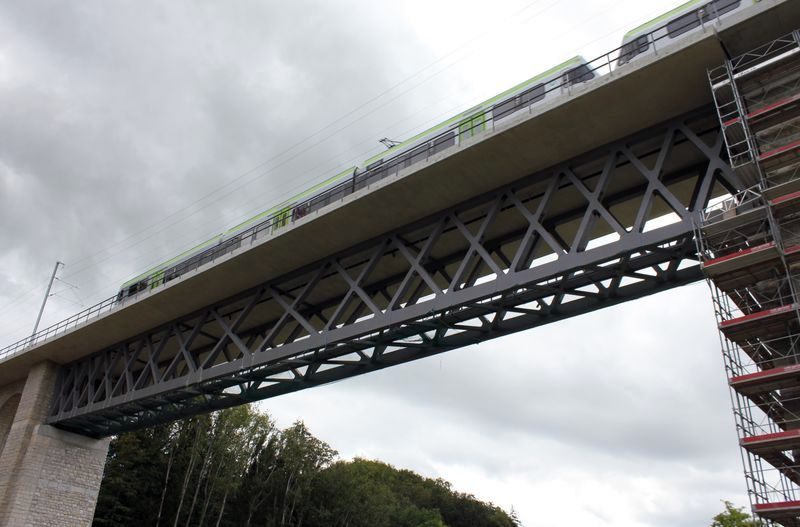
Abb.8: neue Fachwerkbrücke mit aufgelegtem zweigleisigem Trog; die Andreaskreuze verbreitern sich zur Mitte hin

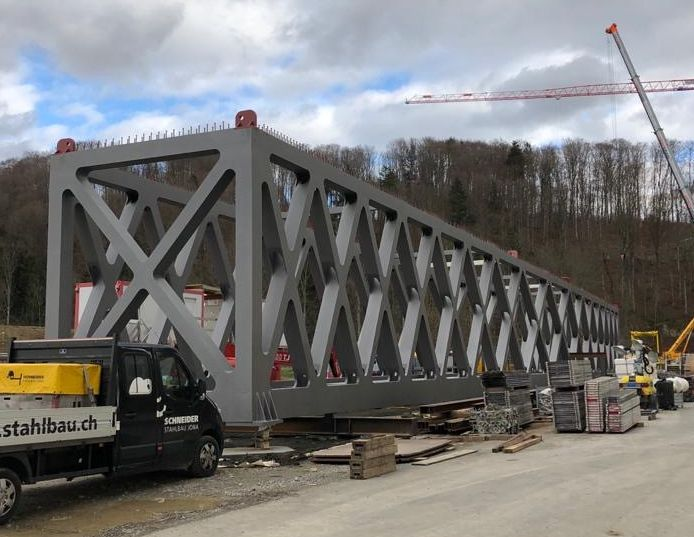
Abb.7: am Boden montierter neuer Fachwerkbrückenbalken

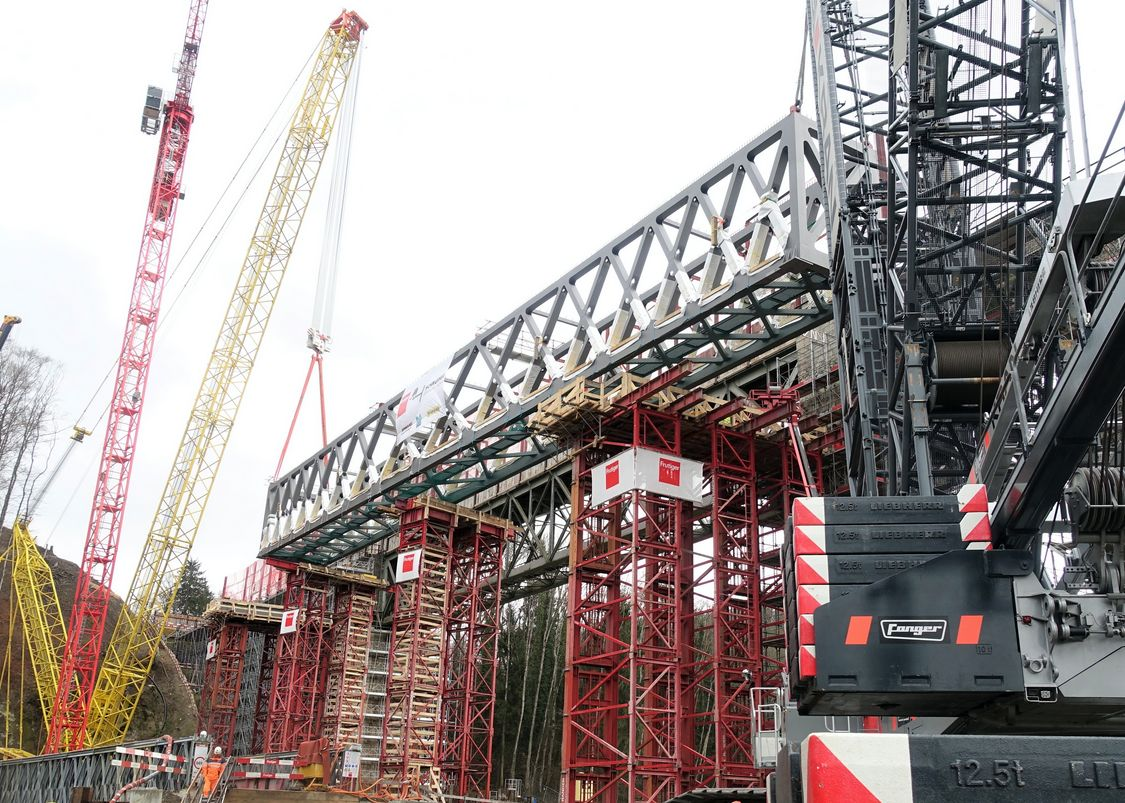
Abb.9: neuer Fachwerkbalken während des Hebens auf 4 Hilfspfeiler (2 mittlere stehen im Fluss), Viadukt-Nordseite. Der alte Fachwerkbalken ist noch nicht demontiert und befindet sich hinter dem Neuen.

#### Die Fachwerkbrücke
Für den über die Saane führenden Brückenteil wurde aus Gründen des einheitlichen Erscheinungsbildes ebenfalls ein auskragender Gleistrog gewählt. Der bisherige stählerne Fachwerkträger (siehe Abb.2) war aber für das Gewicht eines zweigleisigen Betontroges wesentlich unterdimensioniert. Anstatt ihn aufwändig zu verstärken, wurde er vollständig neu gebaut. Der neue Träger hat eine ähnliche Breite und Höhe und wird an gleicher Stelle gelagert (Spannweite 63 Meter), so dass auch diesbezüglich das  Aussehen des geschützten Denkmals weitgehend erhalten blieb (siehe Abb.8).
Fachwerkträger und Gleistrog sind durch auf dem Trägerobergurt aufgeschweisste und im Gleistrog einbetonierte Kopfbolzendübel (siehe Abb.7) miteinander verbunden: Stahl-Beton-Verbundbauweise. Der stählerne Obergurt wird so weitgehend von den Druckkräften entlastet (während sich die Zugkräfte im Untergurt kaum reduzieren). Da das Biegemoment in der Mitte eines frei gespannten Träger am größten ist, wurde die Querschnittsfläche des Fachwerkträgers dort um etwa 65 % vergrößert.
Die Überfahrt auf dem über 1'500 Tonnen schweren Brückentrog ist wesentlich leiser als die Überfahrt auf der alten Brücke, bei der die Schwellen sich direkt auf dem Stahlträger befanden.
Die aussteifenden Andreaskreuze des neuen Fachwerkträgers sind in der Mitte des Trägers breiter ausgeführt als am Ende (siehe Abb.8), wo die Stäbe enger stehen. Die Querkraft ist nahe der Auflager des Trägers am größten und verteilt sich auf diese Weise auf eine größere Anzahl von Stäben (der alte Träger besaß aus diesem Grund massivere Stäbe an den Trägerenden). Diese Lösung wurde als die “frechere” Konstruktion bzw. als „neu interpretiertes Stahlfachwerk“ bezeichnet. Die Stäbe und Gurten haben ein hohles Kastenprofil. Die gegen Korrosion zu schützende Oberfläche ist dadurch kleiner als bei der traditionellen Bauweise aus Winkelprofilen. Zur Anpassung an die bis auf die Stahlbrücke reichende Gleiskrümmung ist sowohl der Gleistrog als auch der Brückenbalken an der Ostseite um mehr als einen Meter breiter als an der Westseite (hier 11,1 Meter wie der westliche Gleistrog bzw. 4 Meter wie der bisherige Balken). Der 340 Tonnen schwere  Fachwerkbalken wurde am Boden geschweißt (siehe Abb.7) und anschliessend mit zwei Kränen auf 4 Hilfspfeiler parallel zum im noch in Betrieb befindlichen alten  Balken gesetzt (siehe Abb.9). Dort wurde sein Gleistrog auf einer von ihm selbst getragenen Schalung gegossen. Nachdem der alte, leichtere Brückenbalken mit einem Kran abgehoben worden war, wurde der komplettierte, nun 1'900 Tonnen schwere neue Balken quer auf die Lagerbänke der Pfeiler am Fluss geschoben.